# Ilya Sorokin
Ilya Igorevich Sorokin (em russo: Илья Игоревич Сорокин, Mejdurechensk, 4 de agosto de 1995) é um jogador profissional de hóquei no gelo russo que atua como goleiro pelo New York Islanders.

## Biografia

### Primeiros anos
Ilya nasceu em Mejdurechensk, cidade localizada no Oblast de Kemerovo, na Rússia no ano de 1995. Em sua infância e adolescência, Ilya jogou no clube local, Metallurg Novokuznetsk.

### KHL (2012–2020)
No ano de 2012, aos dezessete anos ingressou na Liga Continental de Hóquei, a KHL. Realizou sua estreia na KHL durante a temporada da Liga Continental de Hóquei de 2012–13 pelo Novokuznetsk numa partida que sua equipe foi derrotada por 8–6 para o Barys Astana, no dia 7 de janeiro de 2013. Após duas temporadas pela equipe, Sorokin foi escolhido pelo clube estadunidense New York Islanders no ano de 2014 para participar da National Hockey League (NHL).
Durante sua terceira temporada defendendo o Metallurg Novokuznetsk na temporada 2014-15, Sorokin participou de vinte e duas partidas antes de ser negociado para o HC CSKA Moscou, em troca de compensação financeira em 24 de dezembro de 2014. Sorokin continuou sua carreira na KHL atuando pelo CSKA Moscou ao assinar uma extensão de contrato de três anos em 10 de junho de 2017. No ano de 2019, Sorokin venceu a Copa Gagarin com o CSKA Moscou, ganhando também a honra de MVP dos Playoffs da Copa Gagarin.

### New York Islanders (2020–presente)
No dia 13 de julho de 2020, Sorokin assinou um contrato inicial de um ano com o New York Islanders para o restante da temporada 2019-20. No entanto, jogadores outras ligas, como Sorokin na KHL, foram considerados inelegíveis para participar da fase de retorno ao jogo após o surto da pandemia de COVID-19. O contrato completou o status de iniciante de Sorokin para se tornar um agente livre restrito, essencialmente anulado.
Sorokin realizou sua estreia pelo New York Islanders em 16 de janeiro de 2021 em partida contra o New York Rangers. De imediato, Sorokin foi preparado para atuar como reserva na partida, quando a vaga de goleiro titular do time pertencia a Semyon Varlamov, que machucou-se durante o aquecimento. Ao assumir a posição de titular, Sorokin participou da derrota por 5 a 0 contra os Rangers, em 31 arremessos da equipe adversárias. A primeira vitória de Sorokin em uma partida da National Hockey League (NHL) ocorreu  em 16 de fevereiro, na vitória dos Islanders por 3 a 0 sobre o Buffalo Sabres, partida em que Sorokin realizou vinte defesas.
No dia 1º de setembro de 2021, Sorokin assinou novamente um contrato de doze milhões de dólares por três anos com os Islanders.

## Carreira internacional

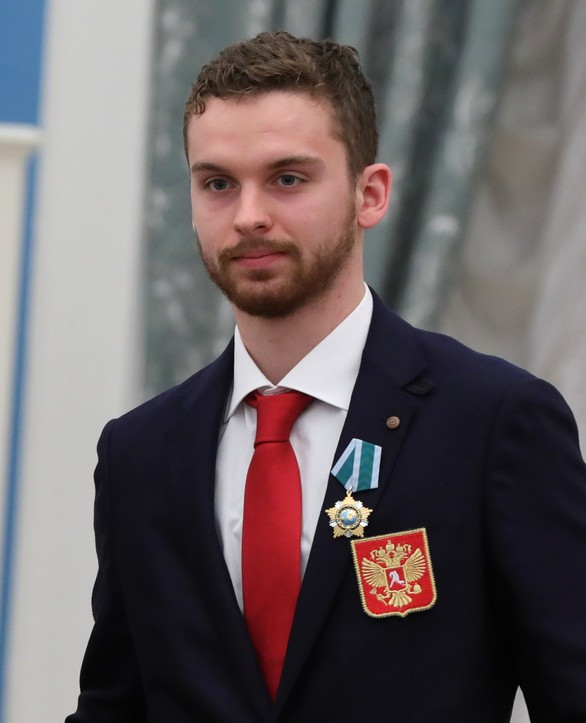
Ilya Sorokin em 2018.

Sorokin integrou a delegação russa nas Olimpíadas de Inverno de 2018, realizado em Pyeongchang, na Coréia do Sul.  Participou da que conquistou a medalha de ouro quando na final a Rússia superou a equipe da Alemanha por 4 a 3.

## Títulos e honrarias
| Títulos e honrarias de Ilya Sorokin |                              |
| Título                              | Ano                          |
| KHL                                 |                              |
| All-Star Game                       | 2016, 2017, 2018, 2019, 2020 |
| Goaltender of the Year              | 2016                         |
| First All-Star Team                 | 2016                         |
| Copa Gagarin                        | 2019                         |
| Playoff MVP                         | 2019                         |
| NHL                                 |                              |
| NHL All-Star Game                   | 2023                         |